# Carlos Mané
Carlos Mané (Lisboa, 11 de marzo de 1994) es un futbolista portugués que juega en el Kayserispor de la Superliga de Turquía.

## Clubes
| Club                        | País     | Año       |
| --------------------------- | -------- | --------- |
| Sporting de Lisboa B        | Portugal | 2013      |
| Sporting C. P.              | Portugal | 2014-2019 |
| VfB Stuttgart (cesión)      | Alemania | 2016-2018 |
| F. C. Union Berlin (cesión) | Alemania | 2019      |
| Rio Ave F. C.               | Portugal | 2019-2021 |
| Kayserispor                 | Turquía  | 2021-     |